# Systeme Helmholz GmbH
A Systeme Helmholz GmbH Németországban egyike a vezető pozícióban lévő ipari automatizálással foglalkozó elektrotechnikai cégeknek. Központja Großenseebach-ban van.

## Története
A Helmholz cég Németországban, Weisendorf-ban jött létre 1988-ban. Alapítója Manfred Helmholz.

### Vezetők
- Manfred Helmholz (1988–)

## A Helmholz kulcsfontosságú területei és képviseletei
A Helmholz kulcsfontosságú területe az ipari automatizálás. Azon belül is az ipari automatizálásban szükséges termékek gyártásával foglalkozik.
Sikerterméke az S7-300/400-as PLC-k programozásához, diagnosztikájához készített NETLink átjárócsalád, amit 2003-tól fejlesztenek a német mérnökök.
Legújabb fejlesztésük a 2013-tól elérhető TB20 decentralizált I/O rendszer.

### Főbb termékei
- NETLink átjárócsalád
- TB20 decentralizált I/O rendszer
- REX300 VPN Router
- ViBlu Bluetooth átjáró
- Profibus csatlakozók és repeaterek
- S7-300 kompatibilis I/O kártyák
- Memória kártyák

### Képviseletei
- Argentína
- Ausztrália
- Ausztria
- Belgium
- Brazília
- Bulgária
- Chile
- Csehország
- Dánia
- Dél-afrikai Köztársaság
- Dél-Korea
- Egyesült Arab Emírségek
- Egyesült Királyság
- Egyiptom
- Észtország
- Finnország
- Franciaország
- Fülöp-szigetek
- India
- Írország
- Hollandia
- Horvátország
- Japán
- Kína
- Lengyelország
- Lettország
- Libanon
- Litvánia
- Luxemburg
- Magyarország
- Malajzia
- Mexikó
- Németország
- Norvégia
- Olaszország
- Portugália
- Románia
- Spanyolország
- Svájc
- Svédország
- Szaúd-Arábia
- Szingapúr
- Szlovákia
- Szlovénia
- Tajvan
- Thaiföld
- Törökország
- USA
- Venezuela

## Konkurenciái
A Systeme Helmholz GmbH főbb konkurenciái:
- IBHsoftec
- Siemens

## Külső hivatkozások
- A Systeme Helmholz hivatalos oldala
- A Helmholz magyar képviselete
- A TB20 decentralizált I/O rendszerről
- A REX300 VPN Routerről[halott link]